# Sociedad Carlos Martel
La Sociedad Carlos Martel es una organización nacionalista blanca estadounidense que publica The Occidental Quarterly, una destacada publicación racista científica, con un formato parecido a una revista revisada por pares. También publica The Occidental Observer, un medio digital en línea, dedicado a la promoción del antisemitismo. La organización también dirige la editorial Occidental Press. La sociedad fue fundada en 2001, y tiene su sede en Atlanta, Georgia. la organización está clasificada como un grupo de odio por el Centro Sobre la Pobreza Sureña.

## Historia
La Sociedad Carlos Martel fue fundada como una organización sin ánimo de lucro (OSAL), en 2001, por William Regnery II, heredero de la fortuna de la editorial Regnery Publishing. La organización lleva el nombre de Carlos Martel, quien defendió con éxito a Francia contra un ejército de invasores musulmanes en la Batalla de Poitiers (732). Formó la base del Instituto de Política Nacional, que fue fundado por Regnery Publishing, y algunos de sus asociados en 2005.